# The Fixx
The Fixx — британський рок-гурт з Лондона, заснований у 1979 році. Серед хітів гурту «One Thing Leads to Another», «Saved by Zero», «Are We Ourselves?» і «Secret Separation», кожен з яких увійшов у 20-ку найкращих пісень американського чарту Billboard Hot 100.

## Ранні роки (1979—1981)
Друзі по коледжу, вокаліст Сай Кернін та барабанщик Адам Вудс, звснували гурт у Лондоні в 1979 році, спочатку називаючи себе Portraits. Пара розмістила оголошення про пошук додаткових учасників і найняла клавішника Руперта Грінола, гітариста Тоні МакГрейла і басиста Рассела Маккензі, якого пізніше замінив Чарлі Баррет. Portraits випустили два сингли для Ariola Records: «Little Women» (1979) і «Hazards In The Home» (1980).
В 1980 році МакГрейл покинув гурт. В цей же час, до гурту доєднався гітарист Джеймі Вест-Орама і його назву було змінено на The Fix. Під цією назвою гурт випустив сингл («Lost Planes») у лютому 1981 року. Цей трек отримав певну увагу на радіо BBC.
Ріст популярності The Fix призвів до того, що MCA Records запропонував гурту контракт. Однак лейбл наполягав на перейменуванні гурту перед підписанням контракту і написання назви було змінено на The Fixx.

## Роки на MCA та RCA (1982—1991)
Барретт покинув The Fixx відразу після запису їхнього першого альбому Shuttered Room у 1982 році Цей альбом містив початкові хіти гурту «Stand or Fall» і «Red Skies», які увійшли в чарти США та Великобританії. Особливого успіху гурт досяг у Канаді, де «Stand or Fall» дійшов до 37-го місця.
Під час туру Shuttered Room Барретта замінив на басу Альфі Агіус. Однак перебування Агіуса в групі було недовгим, оскільки він пішов з гурту у 1983 році під час запису їхнього наступного альбому Reach the Beach.
Reach the Beach, спродюсований Рупертом Хайном, став найбільш комерційно успішним альбомом гурту і отримав платинову сертифікацію RIAA 5 січня 1984 року. Робота на бас-гітарі Агіуса представлена на перших двох синглах альбому «Saved by Zero» та «One Thing Leads to Another». Обидва ці сингли потрапили в топ-40 США, а «One Thing Leads to Another» став найбільшим хітом гурту за всю його історію. У цей же час до гурту приєднався басист Ден К. Браун, який згодом став повноправним членом гурту.
Альбом Phantoms 1984 року містив хіти «Are We Ourselve?» і «Sunshine In The Shade». Інший сингл, «Deeper And Deeper», спочатку був випущений разом з «Are We Ourselves?» (а також з'явився у саундтреку до фільму «Вулиці у вогні»). Цей трек отримав значну трансляцію на американських та канадських радіостанціях сучасного року.
У 1985 році The Fixx записали пісню «A Letter to Both Sides» для саундтреку до фільму «Флетч». У 1986 році вони випустили свій четвертий альбом Walkabout, у якому містяться хіти «Secret Separation» та «Built for the Future». Альбом 1987 року React був компіляцією як концертного, так і нового студійного матеріалу, після чого група покинула MCA Records.
У 1989 році Fixx випустили свій перший альбом за майже три роки і єдиний на RCA Records, Calm Animals, який містив ще один хіт «Driven Out».
Гурт повернувся до MCA для свого наступного альбому, Ink 1991 року. Альбом містив хіт «How Much Is Enough?»

## Останні роки (1992— дотепер)
У 1994 році Ден К. Браун покинув гурт. Офіційно його не замінили, і замість нього гурт використовував сесійних музикантів на бас-гітарі, а Кріс Тейт грав на бас-гітарі на більшості записів і живих виступів з 1995 до початку 2000-х років. Склад із чотирьох учасників записав Elemental 1998 року, а також альбом 1011 Woodland 1999 року, на який гурт помістив перезаписану добірку хітів.
У 2002 році Fixx записали свою версію класичного треку Ненсі Сінатри «This Boots Are Made for Walkin'» для альбому кавер-версій пісень 1960-1990-х років під назвою When Pigs Fly.
У 2003 році гурт випустив свій дев'ятий студійний альбом Want That Life. Гарі Тіббс (колишній учасник Roxy Music, The Vibrators і Adam and the Ants) грав на бас-гітарі для цього альбому.
Басист Ден К. Браун знову приєднався до гурту в 2008 році, замінивши Тіббса. У зв'язку з цим, вони відсвяткували 25 років спільного створення музики, випустивши подвійний компакт-диск Twenty-fifth Anniversary Anthology. Зі своїм класичним складом The Fixx випустили свій 10-й студійний альбом Beautiful Friction 17 липня 2012 року.
5 листопада 2021 року The Fixx на своєму веб сайті оголосили про новий сингл під назвою «Wake Up». Пісня увійшла до нового альбому Every Five Seconds, який вийшов 3 червня 2022 року.

## Учасники
| Поточні учасники - Сай Кернін — вокал (1979 — дотепер) - Адам Вудс — ударні, перкусія (1979 — дотепер) - Руперт Гріналл — клавішні, бек-вокал (1979 — дотепер) - Джеймі Вест-Орам — гітара, бек-вокал (1980 — дотепер) - Ден К. Браун — бас, бек-вокал (1983—1994, 2008 — дотепер) Колишні учасники - Тоні МакГрейл — гітари, бек-вокал (1979—1980) - Рассел Маккензі — бас, бек-вокал (1979—1980) - Чарлі Барретт — бас, бек-вокал (1980—1983) - Альфі Агіус — бас, бек-вокал (1983) - Гері Тіббс — бас, бек-вокал (2002—2008) | Сесійні учасники Денніс Бовелл — бас (1994—1998) Кріс Тейт — бас (1998—2002) |

## Дискографія
- Shuttered Room (1982)
- Reach the Beach (1983)
- Phantoms (1984)
- Walkabout (1986)
- Calm Animals (1989)
- Ink (1991)
- Happy Landings & Lost Tracks (1996)
- Elemental (1998)
- 1011 Woodland (1999)
- Want That Life (2003)
- Beautiful Friction (2012)
- Every Five Seconds (2022)